# Ирш, Робер
Робер Ирш (фр. Robert Hirsch, 26 июля 1925 — 16 ноября 2017) — французский актёр.

## Биография
Родился в еврейской семье, впервые увлекся кино в 1930-х годах благодаря своему отцу, владевшему кинотеатром «Аполло». Кумиром Робера была Бетт Дейвис, вплоть до того, что позже он заявил, что научился актёрской профессии, наблюдая за ней. Во время Второй мировой войны, укрывшись с семьей в Монморийоне (Вена), он встретил двух танцоров, занимавшихся классическим танцем. Затем он брал уроки танцев в Париже и был принят в кордебалет Оперы, одновременно беря уроки актёрского мастерства. Но, хотя он должен был присоединиться к парижской опере в качестве танцора, он отказался, поскольку хореограф Серж Лифарь, которым он восхищался, больше не давал там уроков. По совету друзей он остановил свой выбор на театре и поступил в Национальную консерваторию драматического искусства. Он ушёл в 1948 году, получив две единогласные первые премии в области комедии, что открыло двери Комеди Франсез.
С 1952 года он был сосьетером в Комеди Франсез. На киноэкранах появился в фильмах «Собор Парижской Богоматери» (1956), «Мегрэ и дело Сен-Фиакр» (1959), «Улица Монмартр, 125» (1959), «Лечение шоком» (1972), «Мой мужчина» (1996) и ряде других картин. В 1990 году стал лауреатом премии «Сезар» за роль в фильме «Зима 54, аббат Пьер». Снимался также и на телевидении, где запомнился ролью Планше в телеверсии «Трёх мушкетёров» 1959 года. За годы своей насыщенной театральной карьеры пять раз становился обладателем премии «Мольер».

## Награды
- «Сезар» 1990 — «Лучший актёр второго плана» («Зима 54, аббат Пьер»)